# Петте дни на Милано
Петте дни на Милано (на италиански: Cinque giornate di Milano) е важно събитие, настъпило по време на революциите от 1848 г. и в началото на Първата италианската война за независимост. На 18 март избухва въстание в град Милано, а след пет дни улични боеве, при които управляващите града – фелдмаршал Йозеф Радецки и австрийските войски са прогонени.

## Предистория
През 1848 г. миланци започват антиавстрийска кампания с бойкот на хазартните игри и тютюневите изделия, които са държавни монополи, носещи повече от 5 милиона лири на година. Бойкотът ескалира в кървав уличен бой на 3 януари, когато австрийски войници са обиждани и замеряни с камъни от гневната тълпа. Войниците отвръщат с хладно оръжие, убивайки петима и ранявайки още 59 души. Радецки ограничава войските си в казармите в продължение на пет дни. Протестите се уталожват, но два месеца по-късно – на 18 март, когато до Милано достига вестта за въстанието във Виена и свалянето на Метерних, миланците отново излизат на улиците.

## Развитие
Почти едновременно с народното въстание от 1848 г. в Кралство Ломбардия-Венеция, на 18 март същата година Милано също въстава като проява на процеса на Рисорджименто, повлиял и на Карл Алберт Сардински. Австрийският гарнизон в Милано е добре оборудван и е под командването на опитен генерал – Йозеф Радецки, който въпреки своите 80 години е енергичен и твърд, и няма намерение да се поддаде на въстанието. Въпреки това целият град се бори по всички улици, издигат се барикади, стреля се от прозорци и покриви, а селското население е призовано да се присъедини. Народът е подкрепен от архиепископа и поне 100 свещеника се присъденияват към борбите срещу австрийците. На барикадите е издигнат бюстът на папа Пий IX. Създадено е временно правителство на Милано под председателството на италианския политик Габрио Касати, а също така и Военен съвет под ръководството на Карло Катанео. Бездомни и сираци служат за куриери във всички райони на града.
Радецки трудно устоява на обсадата, в която попада в центъра на града, но под заплахата да бъде атакуван от Пиемонтската армия той предпочита да се оттегли. В навечерието на петия ден на въстанието – 22 март австрийците се отправят на изток в посока Куадрилатеро – укрепеният четириъгълник на градовете Верона, Леняго, Мантуа и Пескиера дел Гарда, вземайки със себе си няколко заложници, арестувани в началото на метежа. 
В памет на тези дни официалният вестник на Временното правителство се нарича 22 март. Паметник на въстанието от скулптора Джузепе Гранди е построен на мястото на днешната Порта Витория.